# Thortveitita
La thortveitita és un mineral de la classe dels silicats, que pertany i dona nom al grup de la thortveitita. Va ser descoberta l'any 1911 a la província d'Aust-Agder (Noruega), sent anomenada així per Jakob Grubbe Cock Schetelig en honor de Gunder Olaus Olsen Thortveit (1872-1917), exportador de minerals noruec.

## Característiques
És un silicat d'escandi i itri, amb estructura molecular de sorosilicat amb cations en coordinació octaèdrica o major. A més dels elements de la seva fórmula, (Sc,Y)₂Si₂O₇, sol portar com impureses: zirconi, hafni, alumini, ferro, manganès, magnesi, calci, ceri i terres rares. Cristal·litza en el sistema monoclínic formant cristalls típicament prismàtics al llarg de l'eix {110}. La seva duresa a l'escala de Mohs es troba entre 6 i 7. És extret a les mines com la principal mena del metall d'escandi.
Segons la classificació de Nickel-Strunz, la thortveitita pertany a «09.BC: Estructures de sorosilicats (dímers), grups Si₂O₇, sense anions no tetraèdrics; cations en coordinació octaèdrica [6] i major coordinació» juntament amb els següents minerals: gittinsita, keiviita-(Y), keiviita-(Yb), yttrialita-(Y), keldyshita, khibinskita, parakeldyshita, rankinita, barysilita, edgarbaileyita, kristiansenita i percleveita-(Ce).

## Formació i jaciments
Apareix en dics de roques pegmatites de tipus granit. Sol trobar-se associada a altres minerals com: euxenita, biotita, oligoclasa, microclina, quars, monacita, fergusonita, ilmenorrútil, beril, moscovita, magnetita, kobeita-(Y), perrierita-(Ce), turmalina, zircó, al·lanita o ilmenita.

## Grup de la thortveitita
El grup de la thortveitita és un grup de disilicats de terres rares amb la fórmula general REE₂Si₂O₇. Està formada per dues espècies.
| Espècie       | Fórmula        |
| ------------- | -------------- |
| Keiviita-(Y)  | (Y,Yb)₂[Si₂O₇] |
| Keiviita-(Yb) | (Yb,Y)₂Si₂O₇   |

La gittinsita és una espècie estructuralment relacionada amb aquest grup. Es coneixen nombrosos compostos sintètics amb l'estructura de la thortveitita o una estructura estretament relacionada.